# Cratyna yapensis
Cratyna yapensis är en tvåvingeart som beskrevs av Wallace A. Steffan 1969. Cratyna yapensis ingår i släktet Cratyna och familjen sorgmyggor. Inga underarter finns listade i Catalogue of Life.